# Isaac Asimov
Isaac Asimov (în rusă Исаак Азимов; pronunție în original în engleză conform AFI, /ˈaɪzək ˈæzɪmˌɔf/; n. 2 ianuarie 1920, Petrovici⁠(d), RSFS Rusă – d. 6 aprilie 1992, New York City, New York, SUA) a fost un scriitor american, evreu rus născut în Uniunea Republicilor Sovietice Socialiste (URSS), profesor de biochimie la Universitatea din Boston, autor de mare succes și excepțional de prolific, cunoscut mai ales pentru lucrările sale științifico-fantastice și pentru cărțile de popularizare a științei. Cea mai faimoasă lucrare este seria Fundația, pe care a combinat-o mai târziu cu două alte serii ale sale, seria Imperiului Galactic și seria Roboților. A scris și romane polițiste și fantasy, precum și o mare cantitate de lucrări non-ficțiune. Asimov a scris și editat peste 500 de volume și estimativ 90.000 de scrisori sau cărți poștale și are lucrări în toate categoriile majore ale Sistemului Decimal Dewey, cu excepția filozofiei. Asimov a fost prin consens general un maestru al genului science-fiction, alături de Robert A. Heinlein și Arthur C. Clarke. A fost considerat a fi unul dintre membrii "Marelui Trio" al scriitorilor de science-fiction din timpul vieții sale.
Asimov a fost mult timp membru al Mensa, deși nu-i făcea mare plăcere — i-a descris drept „combativi intelectual”. Prefera mai degrabă să activeze drept președinte al Asociației Umaniste Americane (American Humanist Association — AHA). Asteroidul 5020 Asimov este numit în onoarea sa.

## Biografie
Asimov s-a născut în jurul lui 2 ianuarie 1920 (aceasta este data sa de naștere menționată pentru scopuri oficiale; data exactă nu este cunoscută) în orășelul Petrovici din regiunea Smolensk, RSFSR (astăzi Rusia), în familia de morari evrei a Anei Rașela Berman (Anna Rachel Berman) și a lui Iuda (Judah). Au emigrat în Statele Unite când Asimov avea trei ani; cum părinții vorbeau cu el doar idiș și engleză, nu a învățat niciodată rusa. Crescând în Brooklyn, New York, a învățat singur să citească până la vârsta de cinci ani, și în tot timpul vieții, pe lângă engleză, a rămas fluent și în idiș. Părinții lui dețineau un magazin de dulciuri și era de așteptat ca întreaga familie să lucreze acolo. A văzut revistele pulp (reviste ieftine de ficțiune) expuse pentru vânzare în magazin și a început să le citească. În anii copilăriei sale a început să scrie propriile povești și până la vârsta de 19 ani a început să le și vândă revistelor de science-fiction.
A absolvit Universitatea Columbia în 1939, însă abia în 1948 a revenit să susțină acolo și doctoratul, în biochimie. În această perioadă, a petrecut trei ani din Al doilea război mondial lucrând la Stația de experimente aero-navale a Portului Militar din Philadelphia. După ce războiul s-a încheiat, a fost recrutat în Armata Statelor Unite, servind timp de nouă luni înainte de a fi disponibilizat onorabil. În cursul scurtei sale cariere militare, s-a ridicat la gradul de caporal pe baza abilităților sale de dactilografiere și a evitat pe puțin participarea în 1946 la testele bombei atomice din Atolul Bikini. După obținerea doctoratului, a predat în cadrul Universității Boston, cu care a rămas asociat toată viața. Din 1958, s-a decis să se preocupe în principal de cariera sa literară, întrucât venitul provenit din scrierile sale îl depășea deja pe cel datorat îndatoririlor academice, rămânând la Universitate doar într-o capacitate non-pedagogică. Asimov a rămas în facultate ca profesor asociat, fiind promovat în 1979 ca profesor titular ca recunoaștere a meritelor sale literare. Documentele sale personale sunt arhivate, începând cu 1965, în Biblioteca Memorială Mugar din cadrul Universității din Boston, căreia i le-a donat în urma cererii curatorului acesteia, Howard Gottlieb. Colecția ocupă 464 cutii de-a lungul a 71 de metri de spațiu de raft. În 1985, a devenit Președinte al Asociației Umaniste Americane, ocupând această poziție până la moartea sa în 1992; succesorul său a fost prietenul și scriitorul Kurt Vonnegut. A fost un prieten apropiat al creatorului Star Trek, Gene Roddenberry.
S-a căsătorit cu Gertrude Blugerman (1917-1990) la 26 iulie 1942, cu care a avut doi copii, David (n. 1951) și Robyn Joan (n. 1955). După o separare de mare durată, au divorțat în 1973, iar Asimov s-a căsătorit cu Janet O. Jeppson mai târziu în acel an. Gertrude, născută în Canada, a murit în Boston în 1990.
Asimov a fost un claustrofil; adică se bucura de spațiile mici, închise. În primul său volum de autobiografie, își amintește o dorință din copilărie de a deține un stand propriu de reviste într-o stație a Metroului din New York, în care s-ar fi închis pentru a citi în timp ce asculta zgomotul trenurilor.
Asimov se temea de zburat, făcând astfel doar două călătorii cu avionul în întreaga viață (odată în cursul muncii de la Stația experimentală aero-navală din Philadelphia în timpul celui de-al doilea război mondial și o dată la întoarcerea acasă de la baza armată din Oahu, Hawaii în 1946). Rareori călătorea pe distanțe mari, în parte pentru că aversiunea sa pentru avioane făcea călătoriile la mare distanță extrem de complicate. În ultimii săi ani, a aflat că îl bine dispun călătoriile de croazieră și, în mai multe rânduri, a devenit o parte a distracției croazierei, purtând discuții pe tema științei pe vapoare precum RMS Queen Elizabeth 2.
Avea un caracter extraordinar de jovial și de locvace, ceea ce-l făcea să fie deseori invitat să țină conferințe. Ieșit din comun era și simțul timpului: nu se uita niciodată la ceas, dar reușea fără excepție să vorbească exact cât fusese prevăzut.
Dexteritatea sa fizică era foarte scăzută. Nu a învățat niciodată să înoate sau să meargă pe bicicletă, deși a învățat să conducă o mașină, însă abia după ce s-a mutat în Boston. În cartea sa de glume Asimov râde din nou, descrie șofatul în Boston ca „anarhie pe roți”.
Asimov a murit la 6 aprilie 1992. La zece ani după moartea sa, ediția lui Janet Asimov a autobiografiei lui Isaac, A fost o viață bună, a dezvăluit că moartea sa a fost cauzată de SIDA; a contactat virusul HIV dintr-o transfuzie de sânge infectată, în timpul operației la inimă din 1983. Cauza propriu-zisă a morții a fost cedarea cardiacă și renală, drept complicații ale SIDA. Janet Asimov susține că doctorii lui Isaac i-au încurajat în a nu dezvălui boala sa, în timp ce revista Locus publicase în aprilie 2002 că însăși Janet a vrut să păstreze acest fapt secret.

## Cariera de scriitor

### Privire generală
Cariera lui Asimov se poate împărți în mai multe perioade. Cariera timpurie, dominată de science-fiction, a început în jurul anului 1940 cu povestiri scurte.
Aceasta a durat până în jurul anului 1958, și a luat sfârșit după publicarea romanului Soarele gol. După aceasta, el a publicat cu preponderență literatură non-ficțiune, și doar rareori science-fiction.
În următorul sfert de veac el a scris doar patru romane science-fiction. După 1982, a început cea de-a doua parte a carierei sale în domeniul S. F., cu publicarea romanului Marginea Fundației. După aceasta și până la sfârșitul vieții, Asimov a publicat multe continuări ale romanelor existente, într-o manieră pe care n-a premeditat-o inițial.

### Science-fiction
Asimov și-a început cariera prin publicarea unei povestiri într-un magazin de science-fiction în 1939, Naufragiat pe Vesta, scrisă la doar 18 ani; puțin mai târziu, a publicat povestea scurtă "Căderea nopții" (1941), descrisă în Bewildering Stories, numărul 8, ca una dintre "cele mai faimoase povestiri science-fiction ale tuturor timpurilor". În 1968, Asociația Scriitorilor de SF (Science-fiction Writers of America) a votat "Căderea nopții" drept cea mai bună povestire scurtă SF scrisă vreodată. În scurta antologie Căderea nopții și alte povestiri, autorul scrie "Scrierea 'Căderii nopții' a fost un punct marcant în carierea mea profesională... dintr-o dată eram luat în serios și lumea science-fiction-ului a devenit conștientă că exist. Cu trecerea timpului, de fapt, s-a dovedit că scrisesem un [text] 'clasic'."
În 1942, a început să scrie seria Fundația—mai târziu reunită în Trilogia Fundației: Fundația (1951), Fundația și Imperiul (1952), și A doua Fundație (1953) -- care povestește căderea și renașterea unui vast imperiu interstelar, într-un univers din viitor. Acestea, împreună cu seria Roboților, sunt cele mai faimoase scrieri de science-fiction ale sale. Mulți ani mai târziu a continuat seria cu Marginea Fundației (1982) și Fundația și Pământul (1986) și apoi s-a "întors" în perioada dinaintea acțiunii trilogiei inițiale cu  Preludiul Fundației (1988) și Fundația Renăscută (1992).
Povestirile cu roboți—dintre care multe sunt colectate în Eu, robotul (1950) -- au fost începute cam în aceeași perioadă cu Fundația și se bazează pe un set de reguli de etică pentru roboți și mașini inteligente, numite Cele trei legi ale roboticii, care au influențat profund alți scriitori și gânditori în privința acestui subiect. O astfel de poveste scurtă, Omul bicentenar, a fost ecranizată într-un film avându-l ca actor principal pe Robin Williams.
În 1948 a scris o povestire umoristică pseudo-științifică, Proprietățile Endocronice ale Tiotimolinei Resublimate, în care inventase o nouă substanță, utilizabilă pentru a călători în timp. La acea vreme își pregătea lucrarea de doctorat, așa că s-a temut că povestirea îi va afecta negativ obținerea doctoratului și a cerut editurii să-i publice textul sub un pseudonim. Totuși, povestirea a fost publicată din greșeală cu numele său adevărat, iar examinarea sa cu ocazia prezentării lucrării a fost îndeajuns de severă cât să-l îngrijoreze serios. Mai mult, la finalul acesteia, a fost întrebat explicit despre caracteristicile termodinamice ale substanței tiotimolină. După o așteptare de 20 de minute, a primit rezultatul: devenise Dr. Asimov.

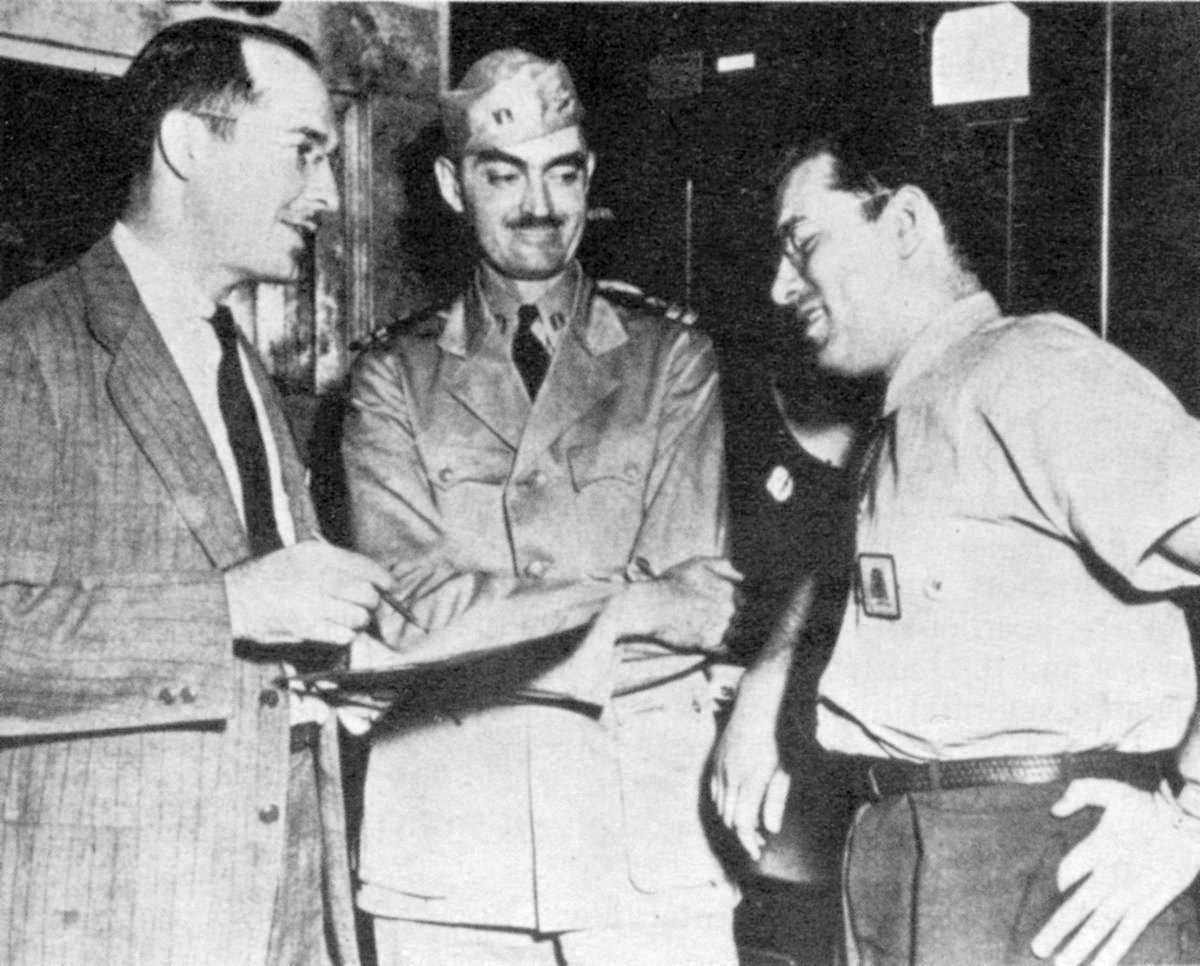
Robert Heinlein, L. Sprague de Camp și Isaac Asimov, Philadelphia Navy Yard, 1944

În anii 1950, pe care îi consideră decada de aur a activității sale, a continuat să scrie povestiri scurte pentru reviste SF. O parte dintre acestea sunt incluse în antologia Best Of, inclusiv "Întrebarea finală" (1956), care studia problema dacă este omenirea capabilă să stopeze și să inverseze entropia. Acest text a fost favoritul său, și este considerat concurent al Căderii nopții. Referitor la el, Asimov a scris în 1973:
De ce este favoritul meu? Pe de o parte, ideea mi-a venit toată o dată și nu a fost nevoie să o analizez în detaliu; am scris-o într-un ritm intens și nu a trebuit să o mai modific aproape deloc. Acest gen de lucruri apropie întotdeauna povestea de autorul său.
Apoi, de asemenea, a avut un efect nemaipomenit asupra cititorilor mei. De foarte multe ori mi se scrie pentru a mă întreba asupra titlului exact al unei povestiri pe care aș fi scris-o, și a mă ruga să menționez unde poate fi găsită aceasta. Cititorii nu-și amintesc titlul, dar din descriere reiese că este vorba despre "Întrebarea finală". Acestea au făcut ca în momentul în care am primit un telefon de mare distanță din partea cuiva cu o voce disperată, care a început astfel: "Dr. Asimov, am citit o poveste pe care cred că ați scris-o dumneavoastră, dar al cărei titlu nu mi-l mai amintesc...", să îl întrerup pentru a spune că era "Întrebarea finală". După ce i-am descris subiectul acesteia, s-a dovedit a fi într-adevăr povestirea căutată, ceea ce l-a convins pe bărbatul respectiv că pot să citesc gândurile de la distanțe de mii de kilometri.

### Non-ficțiune
La sfârșitul anilor 50 și începutul anilor 60, Asimov și-a schimbat oarecum centrul de interes și a micșorat numărul operelor de ficțiune produse (a publicat doar patru romane între Soarele gol din 1957 și Marginea Fundației în 1982, iar două dintre acestea erau romane de mistere). În același timp însă a crescut considerabil producția operelor de non-ficțiune, în special pe teme științifice; lansarea primului satelit artificial, Sputnik, în 1957 a indus în cadrul opiniei publice a Statelor Unite impresia că există o distanță de recuperat în domeniul științific, iar editorii americani s-au grăbit să umple acest gol cu orice ar fi produs Asimov. Astfel, a primit foarte multe comenzi din partea acestora și s-a pus pe scris. De asemenea, revista Magazine of Fantasy and Science-fiction l-a invitat să contribuie la un editorial lunar pe teme de popularizare a științei, în care Asimov avea o totală libertate de alegere. Primul articol de acest gen a apărut în noiembrie 1958, și au fost publicate în total 399, lună de lună, până în momentul morții autorului. Toate editorialele au fost adunate periodic în cărți editate de cel mai important editor al său, Doubleday and Company, și au contribuit la stabilirea reputației sale de "Mare Lămuritor" al științei.
A publicat de asemenea Ghidul lui Asimov în explicarea Bibliei, în două volume -- Vechiul Testament în 1967 și Noul Testament în 1969 --, pe care apoi (în 1981) le-a republicat într-un singur volum de 1300 de pagini. Oferind hărți și tabele, ghidul parcurge toate cărțile Bibliei, în ordine, explicând istoria fiecăreia în parte și influențele politice la care a fost supusă, și detaliind biografiile personajelor importante.
A publicat două volume cu caracter autobiografic: Cu amintiri încă verzi (1979) și Bucuria o mai simt încă (1980). Cea de-a treia autobiografie, I. Asimov: Memorii, ( joc de cuvinte care trimite la I, Robot, titlul original al cărții Eu, robotul), a fost publicată în aprilie 1994. Epilogul cărții a fost scris de Janet Asimov (născută Jeppson), la puțin timp după moartea sa.
Asimov a scris și eseuri despre situația socială din America, printre care se numără "Gândirea despre gândire" și "Science: Knock Plastic" (1967). Spre sfârșitul vieții a început să scrie versuri umoristice, începând cu volumul din 1975, Lecherous Limericks.

## Stil

### Caracteristici
Unul dintre primele lucruri vizibile în scrierile de ficțiune ale lui Asimov îl reprezintă stilul simplu. În 1980, profesorul emerit de limbă și literatură engleză de la Universitatea din Kansas, James Gunn, scria despre Eu, robotul:
„Cu excepția a două povestiri — "Mincinosul" și "Evidența" — nu avem de-a face cu povestiri în care personajul să joace un rol important. Aproape toate intrigile se dezvoltă în jurul conversațiilor, acțiunea fiind puțină sau lipsind cu desăvârșire. Nu apar nici descrieri sau elemente de culoare locală de vreun fel. Dialogul poate fi considerat funcțional, iar stilul transparent, în cel mai bun caz - ... Povestirile cu roboți - și, de fapt, aproape întreaga ficțiune a lui Asimov - se desfășoară pe o scenă aproape goală.”
Gunn remarcă faptul că există locuri în care stilul lui Asimov se ridică la înălțimea situației, citând în acest sens punctul culminant din "Mincinosul". Personaje creionate mai detaliat apar în perioade cheie ale narațiunilor sale: Susan Calvin în "Mincinosul" și "Evidența", Arkady Darell în A doua Fundație, Elijah Baley în Cavernele de oțel și Hari Seldon în preludiile Fundației. Asimov răspunde acestor critici la începutul cărții Nemesis:
„Cu multă vreme în urmă, m-am hotărât să urmez cu strășnicie, în toate scrierile mele, o regulă de căpătâi: claritatea. Am renunțat de mult la orice tentativă de a scrie într-un stil poetic, simbolic sau experimental, sau în orice alt stil care ar putea (dacă aș fi destul de bun) să-mi asigure un premiu Pulitzer. Mă străduiesc, de atunci, să scriu pur și simplu clar și în acest fel să stabilesc o relație caldă între mine și cititorii mei, iar criticii... ei bine, ei pot face ce poftesc.”
Unele dintre elementele tehnologiei viitorului imaginate de Asimov în anii '40 și '50 au devenit perimate. De exemplu, el descria roboți și calculatoare puternice dintr-un viitor îndepărtat care funcționează cu cartele perforate și ingineri care folosesc rigla de calcul. Într-o scenă dramatică din Fundația și Imperiul, un personaj află veștile dintr-un ziar cumpărat de la un automat. Desigur, aceste lucruri apar în cazul oricărui scriitor de science fiction și au un impact critic nesemnificativ.
Povestirile sale prezintă și incoerențe interne ocazionale: de exemplu, numele și datele folosite în seria Fundația nu se află întotdeauna în deplină concordanță unele cu altele. Unele dintre aceste erori pot fi atribuite greșelilor comise de personaje, deoarece acestea sunt rareori bine informate în legătură cu situația în care se află. Altele însă provin din perioada lungă de timp scursă dintre începuturile seriei Fundației și reluarea ei; uneori, noile descoperiri științifice l-au obligat pe autor să revizuiască propria istorie ficțională.
În afara cărților scrise de Gunn și Patrouch, se constată o anume sărăcie a criticii "literare" în ceea ce îl privește pe Asimov (mai ales ținând cont de volumul scrierilor sale). Cowart și Wymer enunță un posibil motiv în Dictionary of Literary Biography (1981):
„Textele sale nu pot fi supuse lesne criticii literare tradiționale deoarece are obiceiul de a se axa pe intrigă, spunându-i cititorului pe față ce se întâmplă în povestire și de ce se întâmplă. De fapt, mare parte a dialogului prezent în povestirile asimoviene și în mod special în trilogia Fundației este dedicat tocmai acestui gen de expuneri. Povestirile care spun ce vor într-un mod lipsit de ambiguitate sunt dificil de tratat de către erudiți, deoarece aceștia nu prea au ce interpreta.”
Pentru a fi corecți, Gunn și Patrouch recunosc în analiza făcută cărților lui Asimov că un stil clar și direct reprezintă și el un stil. Cartea din 1982 a lui Gunn atinge profunzimi considerabile comentând fiecare dintre romanele publicate până la acea dată de Asimov. El nu ridică în slăvi întreaga ficțiune asimoviană (cum nu o face nici Patrouch), dar compară unele pasaje din Cavernele de oțel cu opera lui Proust. Când se referă la modul în care este descrisă căderea nopții peste New York City, Gunn spune că proza lui Asimov "nu trebuie să se rușineze în prezența societății literare".
Deși se mândrea cu stilul lipsit de ornamente (pentru care l-a desemnat pe Clifford D. Simak ca influență), Asimov agrea folosirea structurilor narative complexe în textele sale mai lungi, aranjând uneori capitolele într-o altă ordine decât cea cronologică. Unii cititori au fost deranjați de acest lucru, plângându-se că non-linearitatea nu merită bătaia de cap și influențează claritatea poveștii. De exemplu, prima treime din romanul Zeii înșiși începe cu capitolul 6, apoi revine de mai multe ori pentru a completa materialul anterior. (John W. Campbell îl sfătuise pe Asimov să înceapă povestirile cât mai târziu în cadrul acțiunii. Acest sfat l-a ajutat pe Asimov să creeze "Raționament", una dintre primele povestiri cu roboți. Vezi In Memory Yet Green pentru detalii legate de acea perioadă.) Patrouch găsea dăunătoare romanului intercalarea flashback-urilor din Curenții spațiului, ajungând până acolo încât doar un "fan înrăit al lui Asimov" ar fi savurat-o. Tendința lui Asimov de a-și modifica cronologia este extrem de vizibilă și în romanul Nemesis, în care un grup de personaje trăiește în "prezent", iar altul începe acțiunea "trecut", cu cincisprezece ani mai devreme și înaintează în timp spre perioada primului grup.
În 2002, Donald Palumbo, un profesor de engleză de la East Carolina University, a publicat Chaos Theory, Asimov's Foundations and Robots, and Herbert’s Dune: The Fractal Aesthetic of Epic Science Fiction („Teoria Haosului, Fundația și Roboții lui Asimov și Dune a lui Herbert: Estetica fractală a science fictionului epic”), care include o analiză a structurilor narative asimoviene și le compară cu conceptul științific al fractalilor și cu teoria haosului. Palumbo este de părere că, deși elementele tradiționale ale literaturii (cum sunt simbolismul și caracterizarea) lipsesc parțial sau total, seriile Fundației și Roboților rămân fascinante. Conform lui, complexitatea utilitaristă a construcțiilor sale narative dă naștere unei structuri simterice recursive percepută cu ochii minții.

### Limitări
Viața extraterestră
Asimov a fost criticat și pentru absența aproape totală a sexualității și a vieții extraterestre din scrierile sale SF. El a explicat la un moment dat că reținerea sa în a scrie despre extratereștri are la bază un eveniment de la începutul carierei sale, în care editorul revistei Astounding, John Campbell i-a respins o povestire pentru că extratereștrii erau portretizați ca superiori oamenilor. El a decis ca, decât să creeze personaje extraterestre slabe, ar fi mai bine să nu mai scrie deloc despre ele. Totuși, romanul Zeii înșiși conține extratereștri, sex și sex extraterestru, cartea fiind recompensată cu premiul Nebula pentru "Cel mai bun roman" în 1972, și premiul Hugo la aceeași categorie în 1973. Asimov spunea că, dintre toate scrierile sale, cel mai mândru era de secțiunea mediană din Zeii înșiși, parte care tratează aceste teme.
În nuvela câștigătoare a premiului Hugo Gold, Asimov vorbește despre un autor bazat în mod clar pe propria persoană, a cărui carte (Zeii înșiși) a fost adaptată într-o "dramă-computerizată", un fel de animație computerizată fotorealistă. Regizorul îl critică pe Asimovul fictiv ("Gregory Laborian") pentru că a folosit un stil extrem de non-vizual, care face dificilă adaptarea operei sale, iar autorul se apără explicând că el se bazează mai mult pe idei și dialog decât pe descrieri pentru a se face înțeles.
Gen și probleme sociale
Asimov a fost criticat și pentru absența personajelor feminine puternice din prima perioadă a operei sale. În scrierile autobiografice de genul nuvelei Gold ("Women and Science Fiction"), el pune acest lucru pe seama lipsei de experiență. Romanele ulterioare conțin mai multe personaje feminine, dar folosește în esență același stil ca și în povestirile sale SF mai vechi, lucru care a adus problema în fața unei audiențe mai largi. De exemplu, în numărul din 25 august 1985 din Washington Post, secțiunea "Lumea cărții" descrie astfel Roboții și Imperiul:
„În 1940, oamenii lui Asimov reprezentau portrete masculine ale americanilor din 1940 și la fel sunt și acum. Roboții lui erau tinichele care aduceau cu un Studebaker vechi și la fel sunt și acum; poveștile cu roboți se bazau pe o distincție tot mai greu de făcut între inteligențele artificiale mobile și imobile și la fel o fac și acum. În universul asimovian, din cauză că a fost conceput cu mult timp în urmă și pentru că autorul detestă confuzia, nu apar calculatoare cu un impact notabil, societatea nu e complexă, nu avem de-a face cu ingineria genetică, extratereștrii, arcologii, multivers, clone, păcat sau sex; eroii săi (în cazul de față R. Daneel Olivaw, pe care l-am întâlnit pentru prima dată în Cavernele de oțel) nu simte presiunea informației, lucru comun în ziua de azi; ei nu sunt schimbați de viitorul asimovian, pentru că acesta este foarte atent ordonat.”
Cu toate acestea, în Soarele gol (1957) problemele sociale se află la baza intrigii, iar ingineria genetică reprezintă o componentă fundamentală a societății, iar cititorului îi sunt prezentate arcologii inversate în care elementul central îl constituie o singură persoană. De asemenea, nașterea artificială reprezintă țelul conducătorilor societății, iar necesitățile de natură sexuală reprezintă o caracteristică importantă a personajului principal feminin (prezentată conform standardelor din anii '50).

## Orientări intelectuale

### Religie
Isaac Asimov a fost un ateu, un umanist și un raționalist. El nu s-a opus convingerilor religioase ale altora, dar a luat frecvent poziție împotriva credințelor superstițioase și pseudoștiințifice care încercau să treacă drept știință veritabilă. În timpul copilăriei sale, tatăl și mama lui au urmat tradițiile iudaismului ortodox - deși nu în aceeași măsură ca atunci când locuiau la Petrovici - însă nu l-au obligat pe tânărul Isaac să le urmeze. Astfel, el a crescut fără a avea parte de puternice influențe religioase, ajungând să considere că Tora prezintă mitologia ebraică în același fel în care Iliada a înregistrat mitologia greacă. Așa cum se vede din cărțile sale Treasury of Humor și Asimov Laughs Again, lui Asimov îi plăcea să spună glume în care apăreau Dumnezeu, Satan, Grădina Edenului, Ierusalimul sau alte subiecte religioase, considerând că o glumă bună poate da de gândit mai mult decât o face o discuție filozofică.
Pentru o scurtă perioadă de timp, tatăl său a lucrat la sinagoga locală, lucru care a stat la baza cărții viitoare Asimov's Guide to the Bible, o analiză a fondării istorice a Vechiului și Noului Testament. Multă vreme, Asimov s-a autointitulat un ateu, dar era de părere că acesta nu este un termen adecvat, deoarece descrie ceea ce nu crede, nu ceea ce crede. În cele din urmă s-a autointitulat "umanist", considerând că acesta este un termen mai practic, dar a continuat să se considere evreu, lucru recunoscut în introducerea la antologia SF-ului ebraic editată de Jack Dann, Wandering Stars: "Nu merg la slujbe, nu urmez niciun ritual și nu am mers niciodată la acel curios rit adolescentin numit Bar Mitzvah. Nu contează. Sunt evreu."
În ultima sa autobiografie, Asimov scria: "Dacă nu aș fi fost ateu, aș fi crezut într-un Dumnezeu care ar fi ales să salveze oamenii pe baza întregii lor vieți și nu a vorbelor lor. Cred că ar fi preferat un ateu cinstit și drept unui evanghelist TV ale cărui cuvinte zilnice sunt Dumnezeu, Dumnezeu, Dumnezeu și a cărui fiecare faptă este necinste, necinste, necinste." În aceeași carte afirmă că, după părerea sa, Iadul reprezintă "visul bolnav al unui sadic"; Asimov se întreba de ce, dacă până și guvernele umane vor să pună punct pedepselor crude, nu ar fi și pedepsele vieții de apoi limitate din punct de vedere temporal? Asimov a respins ideea că o credință sau acțiune umană ar merita pedeapsa eternă. El pretindea că, dacă ar exista o viață de apoi, cea mai îndelungată și severă pedeapsă ar trebuie rezervată celor care "l-au defăimat pe Dumnezeu inventând Iadul".

### Politică
Asimov a devenit un suporter devotat al Partidului Democrat în timpul politicii New Deal, rămânând în continuare un liberal. El a protestat împotriva Războiului din Vietnam din anii '60 și l-a susținut public pe George McGovern în cadrul unui interviu televizat din anii '70. El era nemulțumit de ceea ce considera o atitudine "irațională" promovată de mulți activiști politici radicali începând de la sfârșitul anilor '60. În a doua sa autobiografie, In Joy Still Felt, Asimov își amintea de întâlnirea cu Abbie Hoffman, rămânând cu impresia că eroii mișcării contra-culturale din anii '60 au fost purtați de un val emoțional care, în cele din urmă, i-a lăsat eșuați într-un "tărâm spiritual al nimănui", din care se întreba dacă vor mai putea reveni vreodată. (Această atitudine este ilustrată de un pasaj faimos din Frică și dezgust în Las Vegas al lui Hunter S. Thompson.)
El i s-a opus vehement lui Richard Nixon, considerându-l "un escroc și un mincinos" și a urmărit zi de zi evenimentele afacerii Watergate, fiind mulțumit că președintele a fost forțat să demisioneze. El a fost consternat de scuza găsită de succesorul lui Nixon pentru faptele acestuia: "Nu m-a impresionat argumentul că a ajutat națiunea să evite o grea încercare. După părerea mea, încercarea era necesară pentru a ne asigura că așa ceva nu se va mai înrâmpla."

### Probleme sociale
Asimov se considera un feminist încă dinainte de răspândirea mișcării feministe; el glumea spunând că își dorea ca femeile să fie libere "pentru că nu îmi place când atacă". Pe un ton mai serios, a argumentat că problema drepturilor femeilor era strâns legată de cea a controlului populației. Mai mult, el credea că homosexualitatea trebuie considerată un "drept moral", ca și orice altă activitate sexuală liber consimțită care nu ducea la reproducere. A lansat multe apeluri pentru controlul creșterii populației reflectând perspectiva articulată de oameni de la Thomas Malthus și până la Paul R. Ehrlich.

### Probleme ecologice
Faptul că Asimov a luat apărarea aplicațiilor civile ale energiei nucleare chiar și după incidentul de la centrala Three Mile Island, a dus la deteriorarea relațiilor sale cu unii dintre colegii săi liberali. Într-o scrisoare tipărită în Yours, Isaac Asimov el declara că, deși prefera să trăiască "într-un loc neprimejdios" decât lângă un reactor nuclear, ar prefera o casă lângă o centrală nucleară decât într-o mahala din Love Canal, sau lângă "o centrală a celor de la Union Carbide care produce izocianat de metil" (aluzie la Catastrofa de la Bhopal).
În ultimii ani ai vieții, Asimov a pus deteriorarea nivelului de trai din New York City pe seama micșorării taxelor cauzată de migrația segregaționistă către suburbii ("white flight"). Ultima sa carte de non-ficțiune, Our Angry Earth (1991, scrisă în colaborare cu vechiul său prieten, autorul SF Frederik Pohl), tratează problema crizei mediului, prin prisma încălzirii globale și distrugerea stratului de ozon.

### Alți autori
Asimov a declarat atât în autobiografia sa, cât și într-o serie de eseuri, că i-au plăcut scrierile lui J. R. R. Tolkien. El omagiază Stăpânul inelelor într-o povestire din seria "Black Widowers". (În scrisoarea trimisă lui Charlotte și Denis Plimmer, care îl intervievaseră anterior pentru Daily Telegraph Magazine, Tolkien a declarat că îi plăceau scrierile SF ale lui Isaac Asimov.)
El i-a admirat pe numeroși contemporani ai săi, în particular pe colegul său din domeniul SF-ului Arthur C. Clarke, împreună cu care a semnat "Tratatul din Park Avenue", care stipula că Clarke era liber să se refere la el ca la cel mai bun scriitor SF din lume (Asimov fiind pe locul doi), iar Asimov era liber să se refere la el în același fel (Clarke fiind pe locul doi). El a recunoscut superioritatea talentului unui număr de colegi scriitori, spunând despre Harlan Ellison că "este (în opinia mea) unul dintre cei mai buni scriitori din lume, mult mai îndemânatic în această artă decât mine".

## Cauza morții
Asimov a murit la 6 aprilie 1992, având HIV luat de la o transfuzie de sânge infectată din timpul unei operații pe inimă din 1983. SIDA a fost recunoscută drept cauza morții abia zece ani mai târziu, în biografia „A fost o viață bună” scrisă de soția sa, Janet Asimov.

## Citate
- „Dacă doctorul mi-ar spune că mai am doar șase minute de trăit, n-aș înlemni. Aș începe să scriu puțin mai repede."
- „Pentru mine, scrisul este doar gândirea prin intermediul degetelor."
- „Violența este ultimul refugiu al celor incompetenți." — Salvor Hardin, personaj din seria Fundația.
- „Voi fi ținut minte pentru Trilogia Fundației și pentru Cele Trei Legi ale Roboticii. Însă pentru ce aș vrea să fiu ținut minte nu este o carte, sau o duzină de cărți. Orice lucru aș fi scris poate fi egalat sau chiar întrecut de către altcineva. Însă totalitatea lucrărilor mele, din punctele de vedere ale cantității, calității și diversității, nu mai poate fi întâlnită la nimeni altcineva. Pentru aceasta vreau să fiu ținut minte." — 20 septembrie 1973.